# Paa arnoldi
Paa arnoldi és una espècie de granota que viu a la Xina, Myanmar i, possiblement també, a l'Índia.
Està amenaçada d'extinció per la pèrdua del seu hàbitat natural.